# Novus Ordo Missae
Il termine Novus ordo missæ (dal latino: "nuovo ordine della Messa") è usato dai critici della riforma liturgica della del rito romano introdotta dal Concilio Vaticano II rispetto alla precedente Messa tridentina. L'espressione Novus ordo missæ è solitamente usata in senso peggiorativo.
In un discorso del 1976, papa Paolo VI la adottò per riferirsi alle modifiche apportate alla liturgia cattolica.

## Posizione dei tradizionalisti
Secondo l'insegnamento della Chiesa cattolica romana, il Messale romano del 1969, così come il quello del 1962, rispettavano il diritto liturgico dei Padri, che costituisce la più antica tradizione romana. Le comunità di cattolici tradizionalisti, invece, sottolineano la novità dell'ordine della Messa introdotto con la costituzione apostolica Missale Romanum del 3 aprile 1969, affermando che esso ruppe illegittimamente con la tradizione cattolica romana. Le forti differenze tra il Missale Romanum del 1962 e quello del 1969 lasciano ipotizzare una discontinuità: un vecchio rito, che definiscono esclusivamente cattolico-romano, e un nuovo rito che introduce la protestantizzazione della liturgia cattolica.
Per riferirsi a un'edizione precedente del Messale o per distinguere tra diverse edizioni di quest'ultimo, si usa indicare quando è stata pubblicata l'editio typica, ad esempio il Messale Romano del 1962.

## Dichiarazione di Benedetto XVI
In un discorso ai membri della Curia romana del 22 dicembre 2005, papa Benedetto XVI dichiarò di ritenere falsa l'interpretazione secondo la quale l'ultimo concilio avrebbe creato una discontinuità e una "rottura"; a suo avviso, la Chiesa aveva conservato e approfondito la sua vera natura e identità. Essa "era ed è prima e dopo il Concilio la stessa Chiesa una, santa, cattolica e apostolica".
Nella lettera di accompagnamento al motu proprio Summorum Pontificum del 7 luglio 2007, egli ribadì che il messale pubblicato da Paolo VI e riedito da Giovanni Paolo II è e rimane la forma ordinaria della liturgia della Santa Messa. La versione del Missale Romanum che ha preceduto il Concilio era la forma straordinaria (forma extraordinaria). Non era quindi appropriato parlare di due riti, ma piuttosto di un doppio uso di uno stesso rito.

## Papa Francesco
Nel 2017, papa Francesco chiarì che la riforma liturgica seguita al Vaticano II è irreversibile. Nel novembre 2016, il Papa aveva già affermato che non esisteva una "riforma della riforma".
Nel 2019, in occasione dell'assemblea plenaria dei membri della Congregazione per il culto divino e la disciplina dei sacramenti, mise in guardia da una "sterile polarizzazione ideologica" nelle questioni della liturgia.
Il 16 luglio 2021, nella sua motu proprio Traditionis custodes, Francesco riaffermò la celebrazione secondo il Missale Romanum del 1969, comprensiva delle modifiche apportate da allora. Quella che era in precedenza chiamata "forma ordinaria" è l'unica modalità di espressione del rito romano. In questo modo, le espressioni "forma ordinaria" e "forma straordinaria del rito romano" proposte da papa Benedetto XVI sono considerate abolite dalla Traditionis custodes.